# Curtis (Name)
Curtis ist ein von einem Spitznamen abgeleiteter englischer Familienname, von dem seinerseits der gleichlautende männliche Vorname abgeleitet ist.

## Namensträger

### A
- Adam Curtis (* 1955), britischer Dokumentarfilmer
- Alan Curtis (Schauspieler) (1909–1953; eigentlich: Harry Ueberroth), US-amerikanischer Schauspieler
- Alan Curtis (Musiker) (1934–2015), US-amerikanischer Cembalist, Musikwissenschaftler und Dirigent
- Alan Curtis (Fußballspieler) (* 1954), walisischer Fußballspieler und -trainer
- Alfred Allen Curtis (1831–1908), US-amerikanischer Geistlicher, Bischof von Wilmington
- Allegra Curtis (* 1966), US-amerikanische Schauspielerin
- Ann Curtis (1926–2012), US-amerikanische Schwimmerin
- Anne Curtis (* 1985), philippinische Schauspielerin und Moderatorin
- Anthony Curtis (1926–2014), britischer Journalist, Schriftsteller und Dramaturg

### B
- Barbara Sutton Curtis (1930–2019),  US-amerikanische Jazzpianistin
- Ben Curtis (Golfspieler) (* 1977), US-amerikanischer Golfer
- Ben Curtis (Schauspieler) (* 1980), US-amerikanischer Schauspieler
- Benjamin Curtis (Musiker) (1978–2013), US-amerikanischer Musiker
- Benjamin Robbins Curtis (1809–1874), US-amerikanischer Jurist und Richter
- Betty Curtis (1936–2006), italienische Sängerin
- Billy Curtis (1909–1988), US-amerikanischer Schauspieler und Stuntman
- Bob Curtis (1925–2009), US-amerikanischer Tänzer und Choreograf
- Bret Curtis (* 1966), US-amerikanischer Unternehmer und Autorennfahrer

### C
- Caleb Curtis (* 1985), US-amerikanischer Jazzmusiker
- Carl Curtis (1905–2000), US-amerikanischer Politiker
- Carlton Brandaga Curtis (1811–1883), US-amerikanischer Politiker
- Catie Curtis (* 1965), US-amerikanische Singer-Songwriterin
- Caylian Curtis (* 1981), tschechische Pornodarstellerin
- Charles Curtis (1860–1936), US-amerikanischer Politiker
- Charles Gordon Curtis (1860–1953), US-amerikanischer Erfinder
- Charles W. Curtis (* 1926), US-amerikanischer Mathematiker
- Chet Curtis († 2014), US-amerikanischer Nachrichtensprecher
- Chris Curtis (1941–2005), englischer Schlagzeuger und Sänger
- Clem Curtis (1940–2017), britischer Sänger
- Cliff Curtis (* 1968), neuseeländischer Schauspieler
- Clive Curtis, US-amerikanischer Stuntman und Schauspieler
- Curtis O. B. Curtis-Smith (1941–2014), US-amerikanischer Komponist

### D
- Dan Curtis (1928–2006), US-amerikanischer Filmregisseur und Produzent
- David Curtis (* 1965), irischer Rugby-Union-Spieler
- Dena Curtis, australische Regisseurin, Filmeditorin und Drehbuchautorin
- Dermot Curtis (1932–2008), irischer Fußballspieler
- Dick Curtis (1802–1843), englischer Boxer in der Bare-knuckle-Ära

### E
- Edmund Curtis (1881–1943), auch Éamon Cuirtéis, britischer Historiker
- Edward Curtis (Politiker) (1801–1856), US-amerikanischer Jurist und Politiker
- Edward Curtis (1868–1952), US-amerikanischer Fotograf
- Edward B. Curtis (1933–2024), US-amerikanischer Mathematiker
- Edward J. Curtis (1827–1895), US-amerikanischer Politiker
- Ernesto De Curtis (1875–1937), italienischer Komponist

### F
- Findlay Curtis (* 2006), schottischer Fußballspieler
- Frank Curtis, britischer Automobilrennfahrer
- Frederick F. C. Curtis (1903–1975), deutsch-britischer Architekt

### G
- Garniss Curtis (1919–2012), US-amerikanischer Geologe
- George Curtis (Fußballspieler, 1919) (1919–2004), englischer Fußballspieler und -trainer
- George Curtis (Fußballspieler, 1939) (* 1939), englischer Fußballspieler und -trainer
- George Curtis (Politiker), britischer Politiker in Südwestafrika
- George M. Curtis (1844–1921), US-amerikanischer Politiker
- George William Curtis (1824–1892), US-amerikanischer Autor

### H
- Harriot Curtis (1881–1974), US-amerikanische Golferin
- Harry Curtis (Baseballspieler) (1883–1951) US-amerikanischer Baseballspieler
- Harry Curtis (Fußballtrainer) (1890–1966), englischer Fußballtrainer
- Harry Curtis (Dirigent) (* 20. Jahrhundert), englischer Dirigent und Hochschullehrer
- Heber Doust Curtis (1872–1942), US-amerikanischer Astronom
- Henry Holbrook Curtis (1856–1920), US-amerikanischer HNO-Arzt und Stimmtherapeut
- Hillman Curtis (1961–2012), US-amerikanischer Mediendesigner
- Howard Curtis (* ≈1953), US-amerikanischer Jazzmusiker

### I
- Ian Curtis (1956–1980), britischer Rocksänger

### J
- J. R. Curtis (James R. Curtis; 1945–2000), US-amerikanischer Radiounternehmer und Politiker
- Jackie Curtis (1947–1985), US-amerikanischer Bühnenautor, Schauspieler und Sänger
- James Curtis (Schriftsteller) (1907–1977), britischer Schriftsteller
- James L. Curtis  (1870–1917), US-amerikanischer Diplomat, Botschafter in Liberia
- Jamie Curtis-Barrett (* 1984), englischer Snookerspieler
- Jamie Lee Curtis (* 1958), US-amerikanische Schauspielerin
- Jean-Louis Curtis (Louis Laffitte; 1917–1995) französischer Schriftsteller
- John Curtis (Politiker) (1751–1813), englischer Politiker
- John Curtis (Entomologe) (1791–1862), britischer Entomologe
- John Curtis (Archäologe), britischer Vorderasiatischer Archäologe
- John Curtis (Baseballspieler) (* 1948), US-amerikanischer Baseballspieler
- John Curtis (Fußballspieler, 1954) (* 1954), englischer Fußballspieler
- John Curtis (Segler) (* 1967), kanadischer Segler
- John Curtis (Fußballspieler, 1978) (* 1978), englischer Fußballspieler
- John Curtis, Pseudonym des deutschen Science-Fiction-Autors Hermann Werner Peters (1931–1984)
- John Green Curtis (1844–1913), US-amerikanischer Physiologe
- John R. Curtis (* 1960), US-amerikanischer Politiker

### K
- Kathleen Maisey Curtis (1892–1994), neuseeländische Botanikerin und Mykologin
- Keene Curtis (1923–2002), US-amerikanischer Schauspieler
- Kelly Curtis (* 1956), US-amerikanische Schauspielerin
- Ken Curtis (1916–1991), US-amerikanischer Country-Musiker und Schauspieler
- Kenneth M. Curtis (* 1931), US-amerikanischer Politiker
- Kevin Curtis (* 1978), US-amerikanischer American-Football-Spieler
- King Curtis (1934–1971), US-amerikanischer Saxophonist

### L
- Laurence Curtis (1893–1989), US-amerikanischer Politiker
- Lee Curtis (Musiker) (eigentlich Peter Flannery), britischer Sänger  und Mitglied der Gruppe The All Stars
- Lee J. Curtis, britische Autorin
- Lee K. Curtis (* 1957), australische Autorin
- Lettice Curtis (1915–2014), britische Fliegerin und Flugtestingenieurin
- Liane Alexandra Curtis (* 1965), US-amerikanische Schauspielerin
- Lionel George Curtis (1872–1955), britischer Beamter und Anwalt
- Luques Curtis (* 1983), US-amerikanischer Jazzmusiker

### M
- Mac Curtis (1939–2013), US-amerikanischer Sänger
- Margaret Curtis (1883–1965), US-amerikanische Golf- und Tennisspielerin
- Mekai Curtis (* 2000), US-amerikanischer Schauspieler und Kinderdarsteller
- Moses Ashley Curtis (1801–1872), US-amerikanischer Botaniker, Lehrer und Geistlicher

### N
- Natalie Curtis (1875–1921), US-amerikanische Ethnographin
- Nathaniel Curtis (* 1990), britischer Schauspieler
- Neil Curtis (* 1971), österreichischer Medienkünstler, Body Paint Artist, Fotograf und Grafiker
- Newton Martin Curtis (1835–1910), US-amerikanischer Politiker und General
- Nick Curtis (* 1948), US-amerikanischer Grafiker und Typograf
- Nina Curtis (* 1988), australische Seglerin

### O
- Oakley C. Curtis (1865–1924), US-amerikanischer Politiker

### P
- Paul Curtis (Eishockeyspieler) (Paul Edwin Curtis; * 1947), kanadischer Eishockeyspieler
- Paul Curtis (Musiker) (Paul Michael Curtis; * 1950), englischer Musiker
- Peter Curtis (Diplomat) (1929–2013), australischer Staatsbeamter und Diplomat
- Peter Curtis (Fußballspieler) (* 1933), australischer Fußballspieler
- Peter Curtis (Schauspieler) (* 1981), britischer Schauspieler
- Peter Curtis (Tennisspieler) (1945–2019), britischer Tennisspieler
- Peter Curtis (Produzent), Filmproduzent und Drehbuchautor
- Peter Theo Curtis (* 1968), amerikanischer Journalist
- Philip Curtis (1920–2012), britischer Autor

### R
- Ralph Wormeley Curtis (1854–1922), US-amerikanischer Maler
- Richard Curtis (* 1956), neuseeländischer Drehbuchautor
- Robert George Curtis (1889–1936), englischer Sekretär, Schriftsteller und der Privatsekretär von Edgar Wallace
- Robert Turner Curtis (* 1946), britischer Mathematiker
- Robin Curtis (Schauspielerin) (* 1956), amerikanische Schauspielerin
- Robin Curtis (Medienwissenschaftlerin) (* 1964), kanadische Kultur- und Medienwissenschaftlerin und Hochschullehrerin

### S
- Samuel Ryan Curtis (1805–1866), US-amerikanischer Politiker und General
- Sandy Curtis (* 1948), australische Autorin
- Simon Curtis (Filmproduzent) (* 1960), britischer Filmproduzent und Regisseur
- Simon Curtis (Sänger) (* 1986), US-amerikanischer Sänger und Schauspieler
- Sonny Curtis (* 1937), US-amerikanischer Sänger, Gitarrist und Songwriter
- Stuart Curtis (1954–2012), US-amerikanischer Jazzmusiker

### T
- Thomas Curtis (Leichtathlet) (Thomas Pelham Curtis; 1873–1944), US-amerikanischer Leichtathlet
- Thomas Curtis (Schauspieler) (* 1991), US-amerikanischer Schauspieler
- Thomas B. Curtis (1911–1993), US-amerikanischer Politiker
- Tony Curtis (1925–2010), US-amerikanischer Schauspieler
- Tony Curtis (Schriftsteller, 1946) (* 1946), walisischer Schriftsteller
- Tony Curtis (Schriftsteller, 1955) (* 1955), irischer Schriftsteller
- Tony Curtis (Sänger) (eigentlich Curtis Antonio O'Brien), jamaikanischer Reggae-Sänger
- Tony Curtis (Footballspieler) (* 1983), US-amerikanischer American-Football-Spieler

### V
- Vondie Curtis-Hall (* 1950), US-amerikanischer Schauspieler, Regisseur und Drehbuchautor

### W
- Walter William Curtis (1913–1997), US-amerikanischer Geistlicher, Bischof von Bridgeport
- Wanda Curtis (* 1975), ungarische Pornodarstellerin
- William Curtis (1746–1799), englischer Botaniker
- William Buckingham Curtis (1837–1900), US-amerikanischer Sportler, Sportfunktionär und Unternehmer
- Winifred Mary Curtis (1905–2005), englisch-australische Botanikerin

### Z
- Zaccai Curtis (* 1981), US-amerikanischer Jazzmusiker

## Vorname
- Curtis Blair (* 1970), US-amerikanischer Basketballschiedsrichter
- Curtis O. B. Curtis-Smith (1941–2014), US-amerikanischer Komponist
- Curtis Fuller (1934–2021), US-amerikanischer Jazz-Posaunist und Komponist
- Curtis Hobock (1926–1988), US-amerikanischer Country- und Rockabilly-Musiker
- Curtis Jackson, bekannt als 50 Cent (* 1975), US-amerikanischer Rapper
- Curtis Johnson (1934–2001), US-amerikanischer Rocksänger
- Curtis Johnson (* 1948), US-amerikanischer American-Football-Spieler
- Curtis Knight (1929–1999), US-amerikanischer Sänger und Bandleader
- Curtis Lee (1939–2015), US-amerikanischer Rocksänger
- Curtis Mayfield (1942–1999), US-amerikanischer Soul-Musiker
- Curtis Merz (* 1972), US-amerikanisch-Schweizer Basketballspieler
- Curtis Mosby (1888–1957), US-amerikanischer Schlagzeuger, Bandleader und Clubbesitzer
- Curtis Nowosad (* 1988), kanadischer Jazzmusiker
- Curtis Stigers (* 1965), US-amerikanischer Sänger und Saxophonist
- Curtis Yarvin (* 1973), Blogger und Softwareentwickler

Variante „Kurtis“:
- Kurtis Blow (* 1959), US-amerikanischer Musiker, Pionier des Rap
- Kurtis Conner (* 1994), kanadischer Komiker, YouTuber und Podcaster
- Kurtis Foster (* 1981), kanadischer Eishockeyspieler und -trainer
- Kurtis Gabriel (* 1993), kanadischer Eishockeyspieler
- Kurtis Ling (*  1992), kanadischer E-Sportler
- Kurtis MacDermid (* 1994), kanadischer Eishockeyspieler
- Kurtis Mantronik (* 1965), jamaikanischer Musikproduzent, DJ und Remixer
- Kurtis Marschall (* 1997), australischer Leichtathlet
- Kurtis McLean (* 1980), kanadischer Eishockeyspieler
- Kurtis Wenzel (* 1991), kanadischer Biathlet und Skilangläufer